# Фулендорф (Гольштейн)
Фулендорф (нем. Fuhlendorf) — община в Германии, в земле Шлезвиг-Гольштейн.
Входит в состав района Зегеберг. Подчиняется управлению Бад Брамштедт-Ланд. Население составляет 382 человека (на 31 декабря 2010 года). Занимает площадь 6,49 км².